# Inter Miami CF
Az Inter Miami CF (hivatalos nevén: Club Internacional de Fútbol Miami) amerikai profi labdarúgócsapat Fort Lauderdale-ben, amely az amerikai profiligában, a Major League Soccer-ben szerepel 2020 márciusától. Hazai mérkőzéseit a 18 000 néző befogadására alkalmas DRV PNK Stadionban játsszák.
A 2013-ban Miami Beckham United néven alakult tulajdonosi csoport a Miami Freedom Park LLC-n keresztül működik. A csoportot David Beckham, Simon Fuller, és a miami illetőségű bolíviai üzletember, Marcelo Claure vezeti,  míg a japán Maszajosi Son és a MasTec 2017-ben kerültek a tulajdonosi körbe. Beckham 2007-ben írt alá az MLS-szel egy kontraktust, miszerint visszavonulását követően futballcsapatot, illetve egy erre irányuló, esetlegesen több sportcsapatot is magában foglaló franchise-t alapít.
Az MLS 2018. január 29-én hivatalosan is elfogadta a klub nevezési szándékát. A liga bővítési célja, miszerint a bajnokságot 2020-ig 24 csapatossá növeli, egybevágtak az angol válogatott egykori csapatkapitányának terveivel.  
2018 szeptemberében Miami lakosságának mintegy 60%-a jóváhagyta, hogy a nemzetközi repülőtér közelében lévő városi tulajdonú golfpálya helyén épüljön fel a csapat stadionja.

## Klubtörténet
2013 áprilisában, pályafutásának befejezése után David Beckham előzetes megbeszéléseket folytatott több befektetői csoporttal, hogy klubcsapatot hozhasson létre, amely idővel a Major League Soccerben szerepelhet. Alessandro Butini, a Miami Dolphins tulajdonosa és Stephen M. Ross ingatlanfejlesztő is érdeklődtek egy Miamiban létrehozható franchise lehetősége felől.
Végül Beckhamet és Simon Fuller angol vállalkozó lett az új, Miami Beckham United néven alakult tulajdonosi csoport vezetője. 2013 decemberében Miami-Dade megye kormánya támogatását adta, hogy Carlos A. Giménez polgármester tárgyalhasson a Beckham által vezetett csoporttal egy új stadion építéséről a város központjában.
2018. január 29-én a Miami Beckham United csoport hivatalosan elnyerte a huszonötödik MLS franchise indulási jogát a 2020-as szezontól. A tulajdonosi csoport a Miami Freedom Park LLC-n keresztül működik.
2018. szeptember 5-én jegyeztették be hivatalosan is a klubot Club Internacional de Fútbol Miami, rövidítve Inter Miami CF néven.

## Klubszínek és a címer
A Miami Beckham United csoport 2018. szeptember 5-én jelentette be a csapat hivatalos nevét és színeit. A klubot Club Internacional de Fútbol Miami (Inter Miami CF) néven jegyezték be. A csapat címere két nagy fehér gémet ábrázol, amelyeknek egymással összekötött lábaik egy M betűt formáznak. A két gém között napfogyatkozás látható, a Nap hét sugarával, utalva Beckham egykori mezszámára. A csapat színei a fekete, rózsaszín és fehér. A címer magában foglalja a csapat nevét, illetve látható rajta egy római számmal írott 2020-as (MMXX), utalva arra, hogy a klub mikortól lép be az észak-amerikai labdarúgó-bajnokságba. A címer stílusa maga a városra jellemző Art déco irányzat hagyományait idézi. A címerben látható madarak fajtája eleinte vita tárgyát képezte, sokan a flamingóra vagy a kócsagra asszociáltak.

## Játékoskeret
2025. április 5. szerint.
| #  |     | Poszt | Név                                                  |
| -- | --- | ----- | ---------------------------------------------------- |
| 1  | USA | K     | Drake Callender                                      |
| 2  | ARG | V     | Gonzalo Luján                                        |
| 5  | ESP | KP    | Sergio Busquets                                      |
| 6  | ARG | V     | Tomás Avilés                                         |
| 7  | HAI | CS    | Fafà Picault                                         |
| 8  | VEN | KP    | Telasco Segovia                                      |
| 9  | URU | CS    | Luis Suárez                                          |
| 10 | ARG | CS    | Lionel Messi                                         |
| 14 | PAR | V     | David Martínez (kölcsönben a River Plate csapatától) |
| 15 | USA | V     | Ryan Sailor                                          |
| 17 | USA | V     | Ian Fray                                             |
| 18 | ESP | V     | Jordi Alba                                           |
| 19 | ARG | K     | Oscar Ustari                                         |
| 21 | ARG | CS    | Tadeo Allende (kölcsönben a Celta Vigo csapatától)   |

| #  |                       | Poszt | Név                                                      |
| -- | --------------------- | ----- | -------------------------------------------------------- |
| 22 | BRA                   | CS    | Leo Afonso                                               |
| 24 | USA                   | KP    | Julian Gressel                                           |
| 26 | USA                   | V     | Tyler Hall                                               |
| 29 | ECU                   | CS    | Allen Obando (kölcsönben a Barcelona SC csapatától)      |
| 30 | USA                   | KP    | Benjamin Cremaschi                                       |
| 32 | USA                   | V     | Noah Allen                                               |
| 34 | ARG                   | K     | Rocco Ríos Novo (kölcsönben a Lanús csapatától)          |
| 37 | URU                   | V     | Maximiliano Falcón                                       |
| 41 | HON                   | KP    | David Ruiz                                               |
| 42 | ITA                   | KP    | Yannick Bright                                           |
| 55 | ARG                   | KP    | Federico Redondo                                         |
| 57 | ARG                   | V     | Marcelo Weigandt (kölcsönben a Boca Juniors csapatától)  |
| 62 | Dominikai Köztársaság | V     | Israel Boatwright                                        |
| 81 | USA                   | KP    | Santiago Morales                                         |
| —  | ARG                   | KP    | Baltasar Rodríguez (kölcsönben a Racing Club csapatától) |

## Sikerek
Leagues Cup
- Győztes (1): 2023

MLS
- Alapszakasz győztes (1): 2024

## Menedzserek
| Évek      | Név                        | Nemzetiség |
| --------- | -------------------------- | ---------- |
| 2019–2021 | Diego Alonso               | Uruguay    |
| 2021–2023 | Phil Neville               | Anglia     |
| 2023      | Javier Morales (megbízott) | Argentína  |
| 2023–2024 | Gerardo Martino            | Argentína  |
| 2024–     | Javier Mascherano          | Argentína  |

## Szurkolók
2014-ben egy 200 tagú szervezett szurkolói csoport, a Southern Legion jött létre.